# Ablazione atmosferica
In fisica spaziale si parla di ablazione quando a causa dell'attrito atmosferico, un corpo durante il rientro sulla superficie terrestre subisce un processo di vaporizzazione ed erosione delle superfici; in certi casi questo fenomeno può arrivare a consumare totalmente il corpo prima che raggiunga il suolo.
Tuttavia, l'evaporazione e la continua rimozione del materiale surriscaldato permettono al corpo di non subire forti variazioni di temperatura nelle zone interne o non raggiunte dall'ablazione: il calore prodotto dall'attrito con l'aria viene rimosso e allontanato insieme al materiale vaporizzato. Questo meccanismo, mediante appositi scudi termici, è sfruttato per proteggere efficacemente le navicelle spaziali durante il rientro in atmosfera.